# Coprinopsis pseudonivea
Coprinopsis pseudonivea är en svampart som först beskrevs av Bender & Uljé, och fick sitt nu gällande namn av Redhead, Vilgalys & Moncalvo 2001. Coprinopsis pseudonivea ingår i släktet Coprinopsis och familjen Psathyrellaceae.  Arten är reproducerande i Sverige. Inga underarter finns listade i Catalogue of Life.